# Chiesa dello Spirito Santo (Monaco di Baviera)
La chiesa dello Spirito Santo (in tedesco: Heilig-Geist-Kirche) è una chiesa cattolica di Monaco di Baviera, in Germania.

## Storia e descrizione

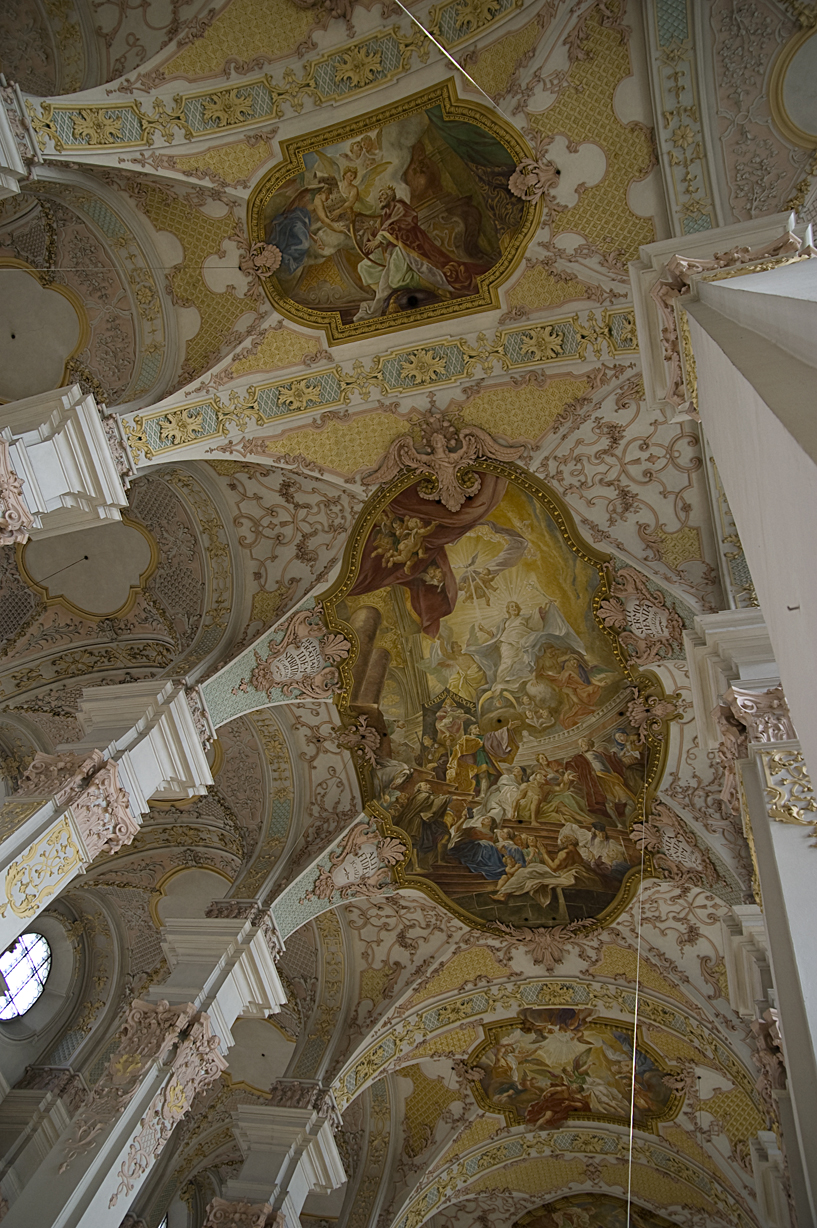
L'interno con gli stuchi rococò dei fratelli Cosmas Damian e Egid Quirin Asam.

La chiesa è uno degli edifici più antichi di Monaco. Sorge sull'area dove, tra la Marienplatz e il Viktualienmarkt, esistevano un ospedale (di Santo Spirito appunto), una cappella ed un alloggio per i pellegrini. Verso la metà del XIII secolo venne eretta una prima chiesa per l'ospedale, in stile gotico. Successivamente, nel 1392, venne sostituita da un'altra, più grande in stile Tardo-gotico e dalla conformazione a "Sala". 
Quest'ultima venne fortemente ristrutturata tra il 1724 ed il 1730, in stile Rococò, dai due celebri fratelli Cosmas Damian e Egid Quirin Asam. Nel 1729 venne aggiunto il campanile, mentre la facciata della chiesa, in stile neo-rococò, risale solo al 1885, quando venne demolito l'adiacente ospedale. 
L'interno, impressiona per la luminosità e per la fine leggerezza delle decorazioni, dove vengono ben fusi gli elementi ancora gotici dell'architettura, arrotondati e smussati con le sinuose forme colorate degli stucchi e degli affreschi rococò. La sontuosa decorazione plastica, opera sublime dei fratelli Asam, venne minuziosamente ricomposta durante i grandi lavori di restauro-ricostruzione dai danni bellici subiti nella Seconda guerra mondiale. L'altare maggiore venne realizzato da Nikolaus Stuber, e successivamente anch'esso ricostruito dopo la guerra. Come elementi originali dell'altare sono rimasti la pala della Pentecoste, opera del 1649 di Ulrich Loth, e gli Angeli  di Johann Georg Greiff. Le statue di bronzo di Hans Krumpper, che originariamente si trovavano sulla tomba di Ferdinando Maria di Baviera, ora trovano collocazione nella sagrestia.
Splendida in controfacciata è la mostra d'organo. Sotto la tribuna è la cancellata in ferro battuto rococò finemente dipinta e dorata, che chiude le tre navate dell'edificio, quasi a formare un nartece.

## Galleria d'immagini

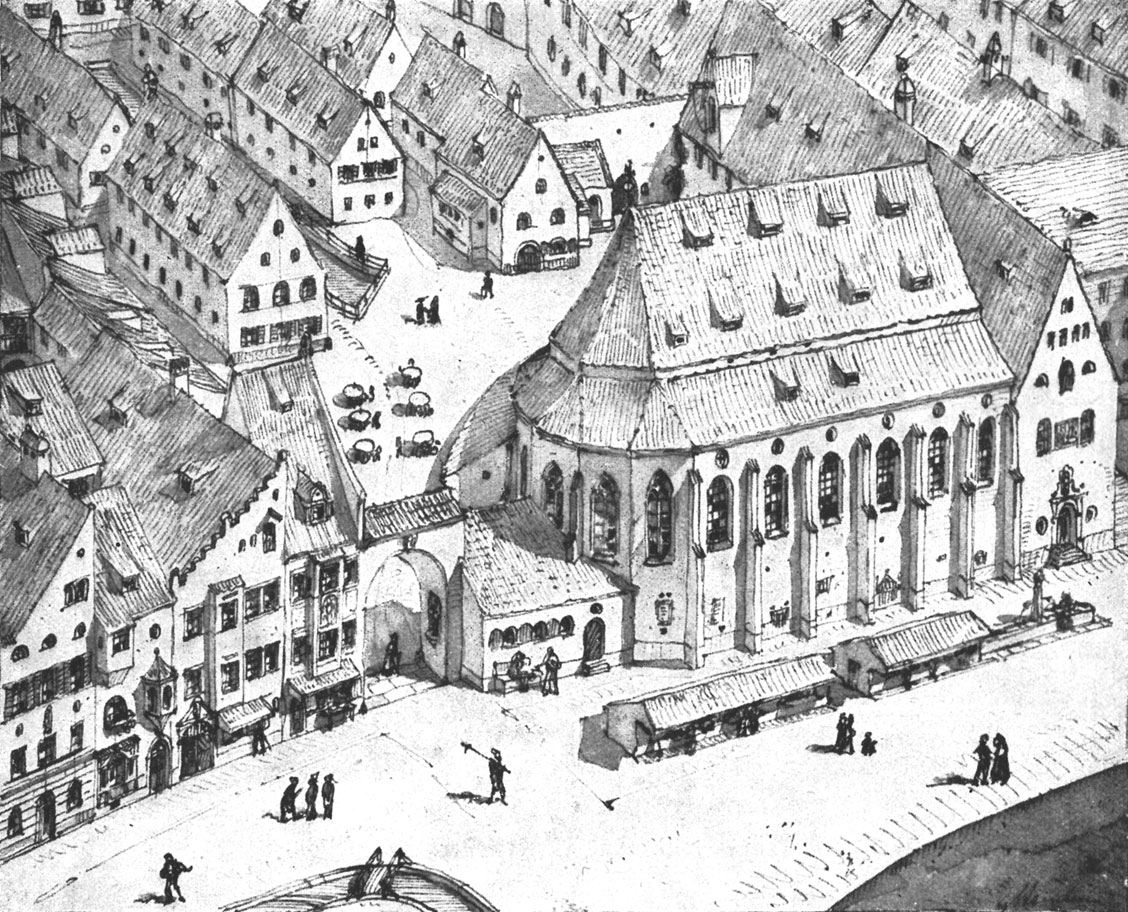
Veduta della chiesa tardo-gotica del 1392
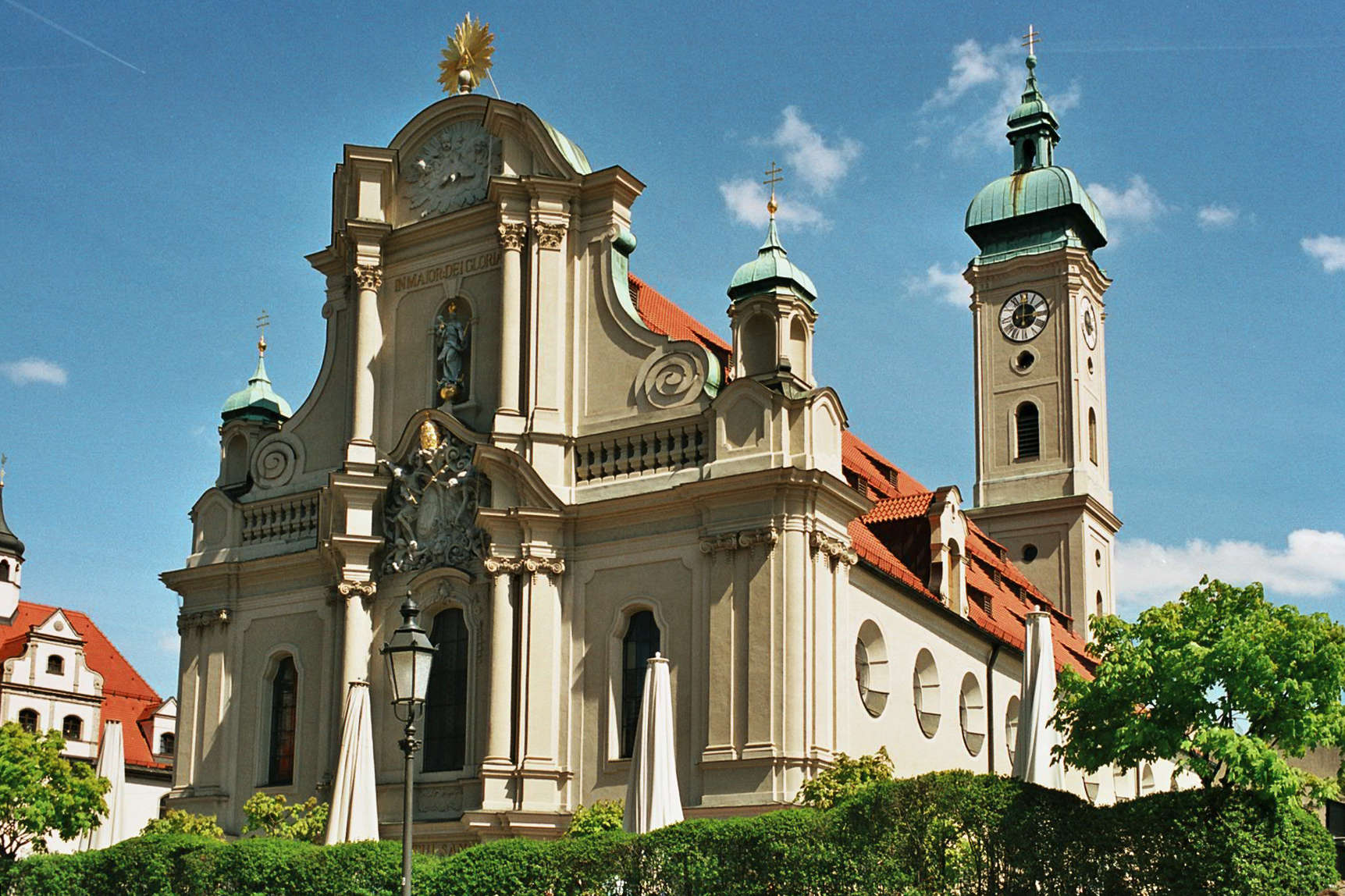
Veduta con la facciata neo-rococò del 1885
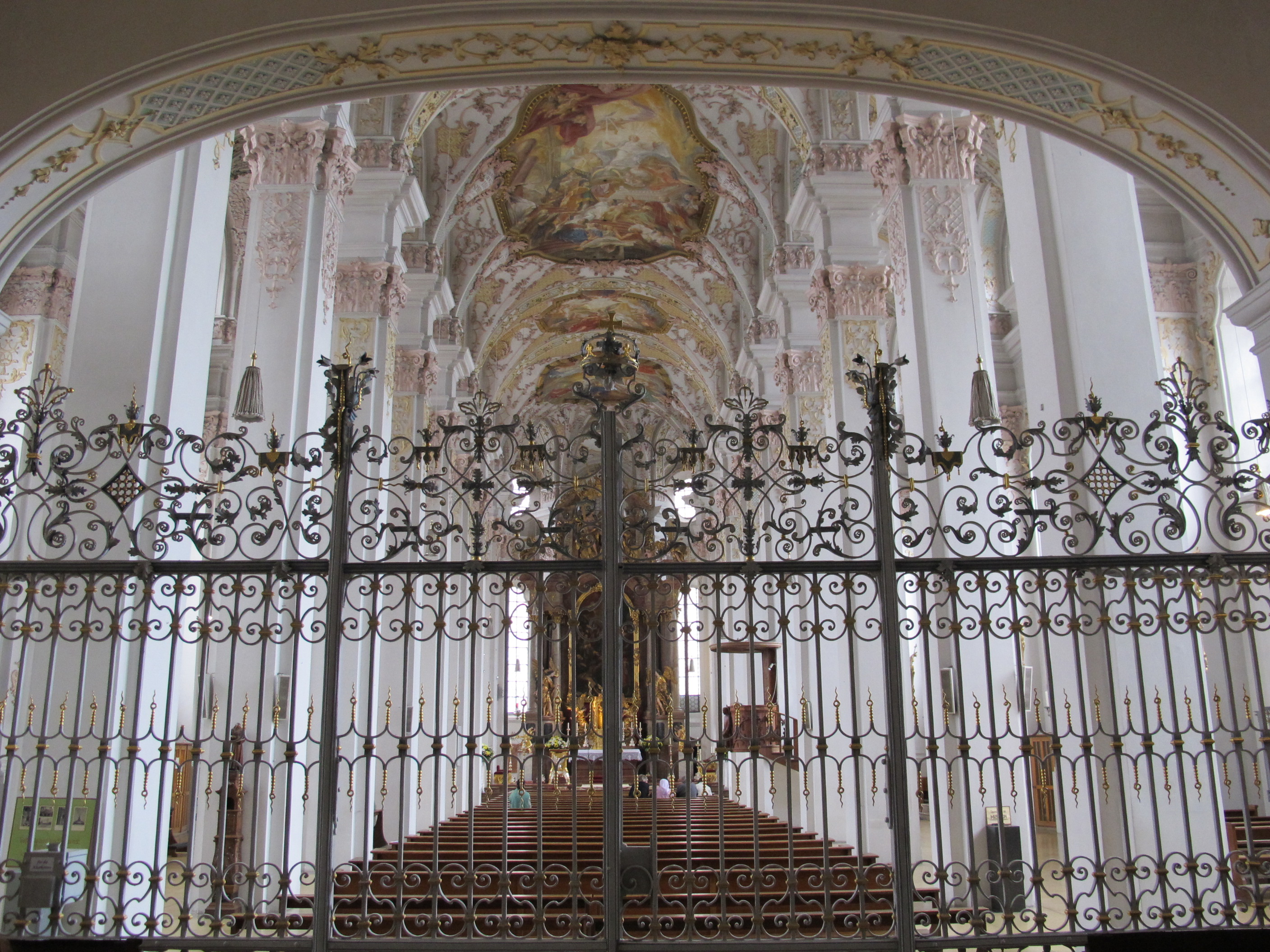
Veduta dell'interno con la delicatissima cancellata rococò
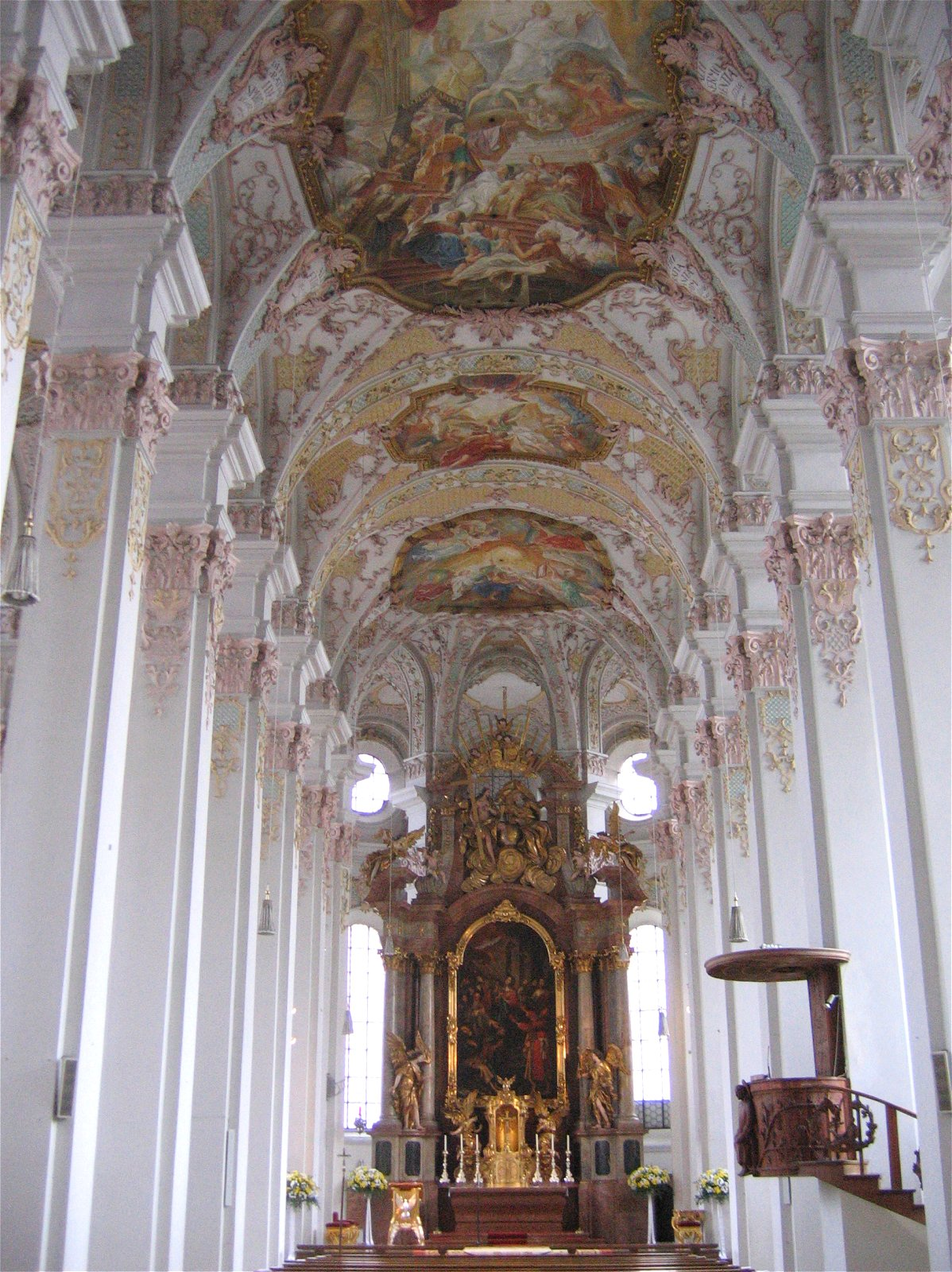
La navata centrale
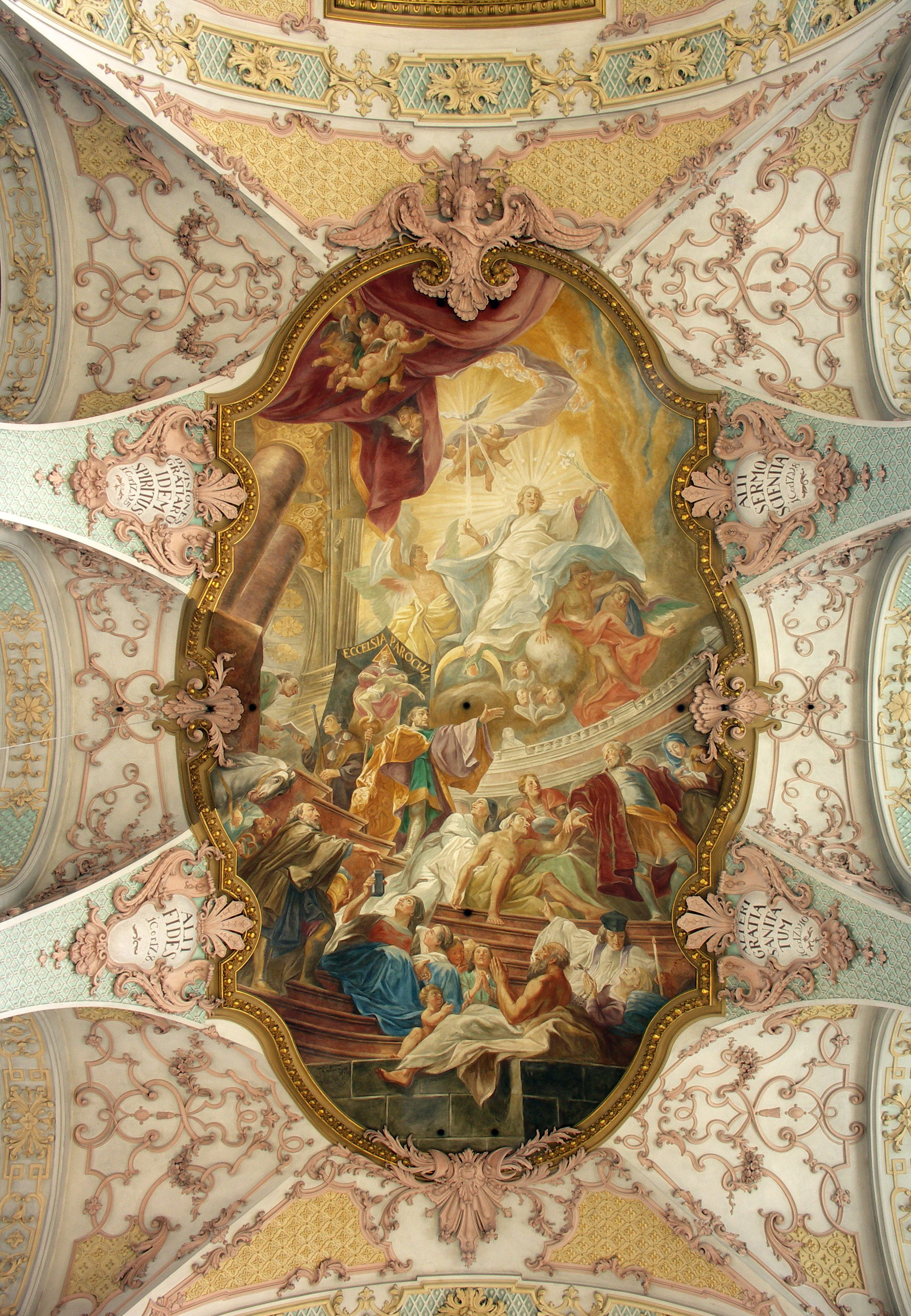
La Discesa dello Spirito Santo dei fratelli Asam, 1727
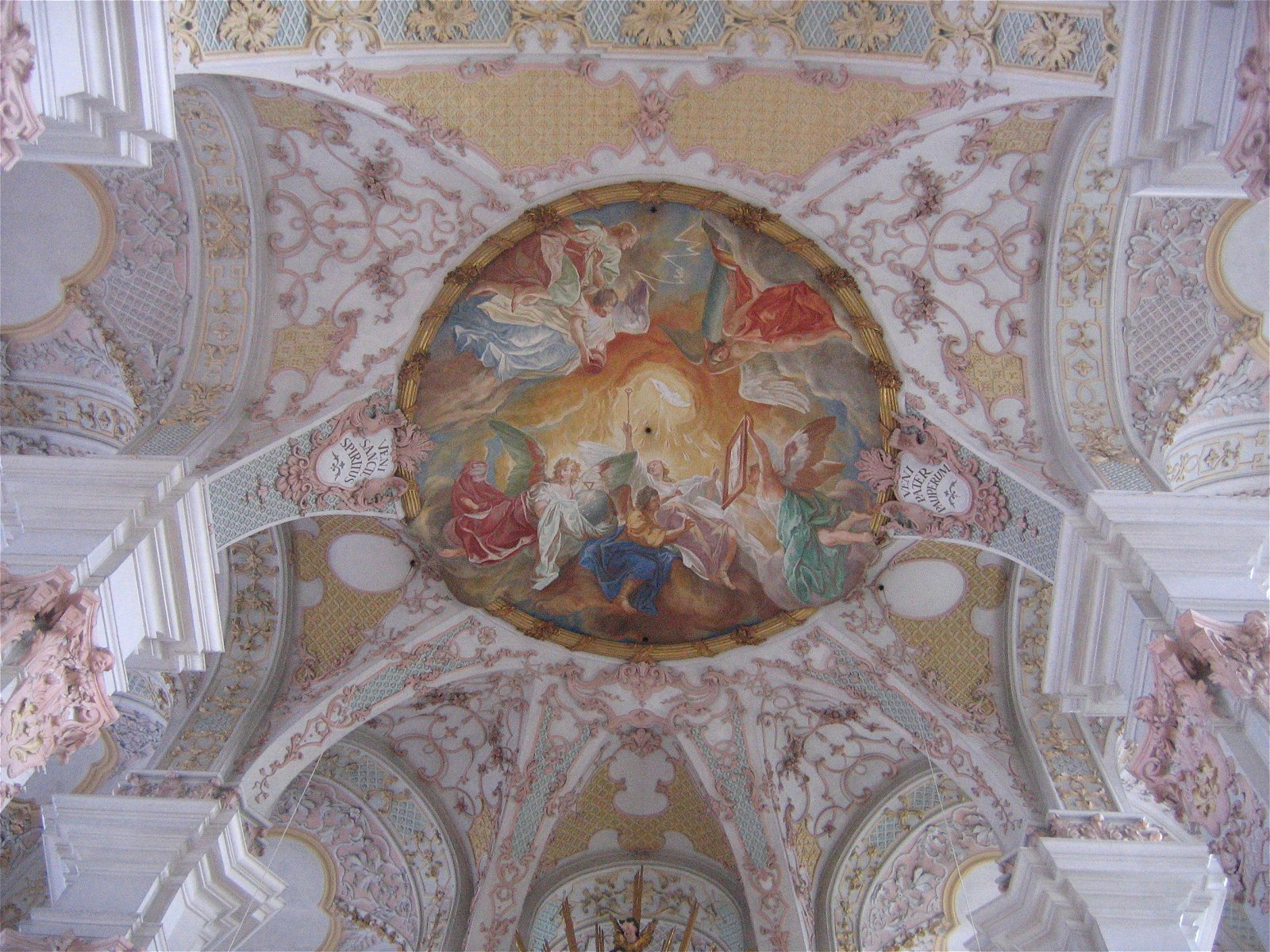
La volta dell'abside
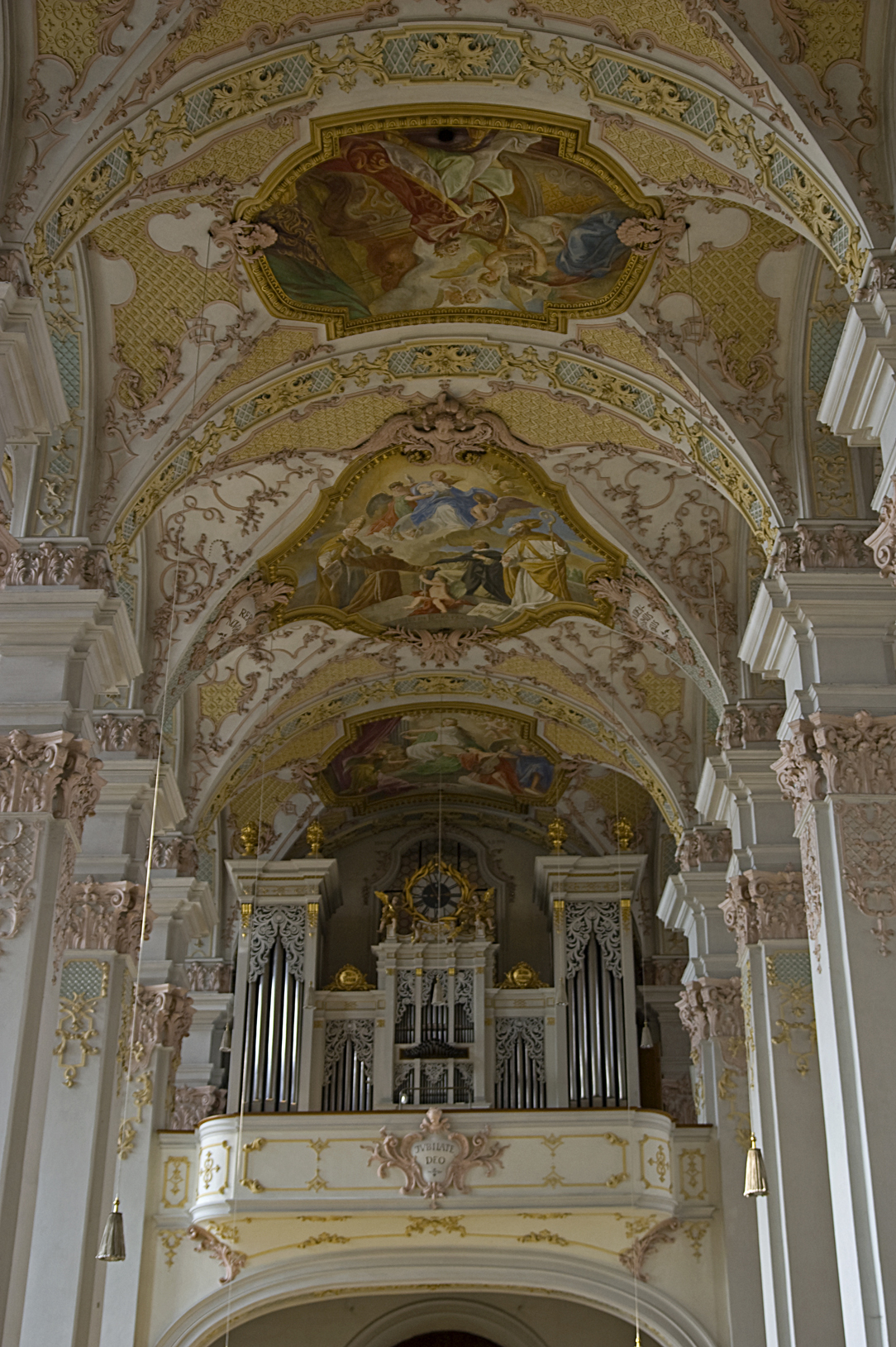
La tribuna e l'organo rococò